# Línea 461 (Buenos Aires)
La línea 461 de colectivos es una línea de transporte automotor urbano que sirve en el Gran Buenos Aires. Realiza el trayecto Estación Morón - Villa Udaondo, y es operada por Empresa Del Oeste S.A.T.
Tiene una flota de aproximadamente 10 coches.
- Datos: Q5986412